# Ranieri I di Monaco
Ranieri Grimaldi (Genova, 1267 circa – Napoli, 1314 circa) fu, in seguito alla morte del cugino Francesco, il secondo signore di Monaco, oltre ad essere ammiraglio generale di Francia, barone di San Demetrio e signore di Cagnes.

## Biografia

### Infanzia

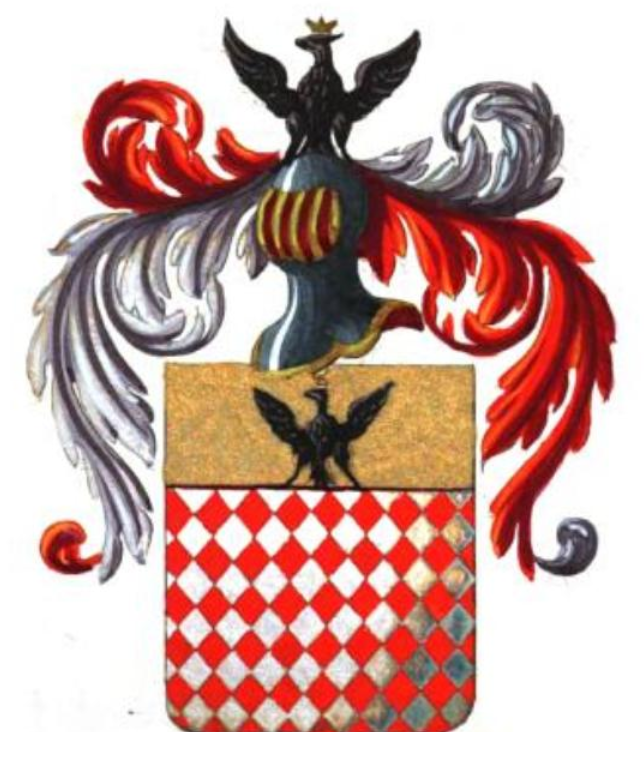
Stemma dei Grimaldi di Genova

Era il maggiore dei tre figli di Lanfranco Grimaldi, vicario francese in Provenza, e di sua moglie, Aurelia Del Carretto (che successivamente avrebbe sposato il cugino del marito Francesco Grimaldi), Ranieri probabilmente seguì i parenti Grimaldi all'assalto del castello della Rocca di Monaco.

### Ascesa

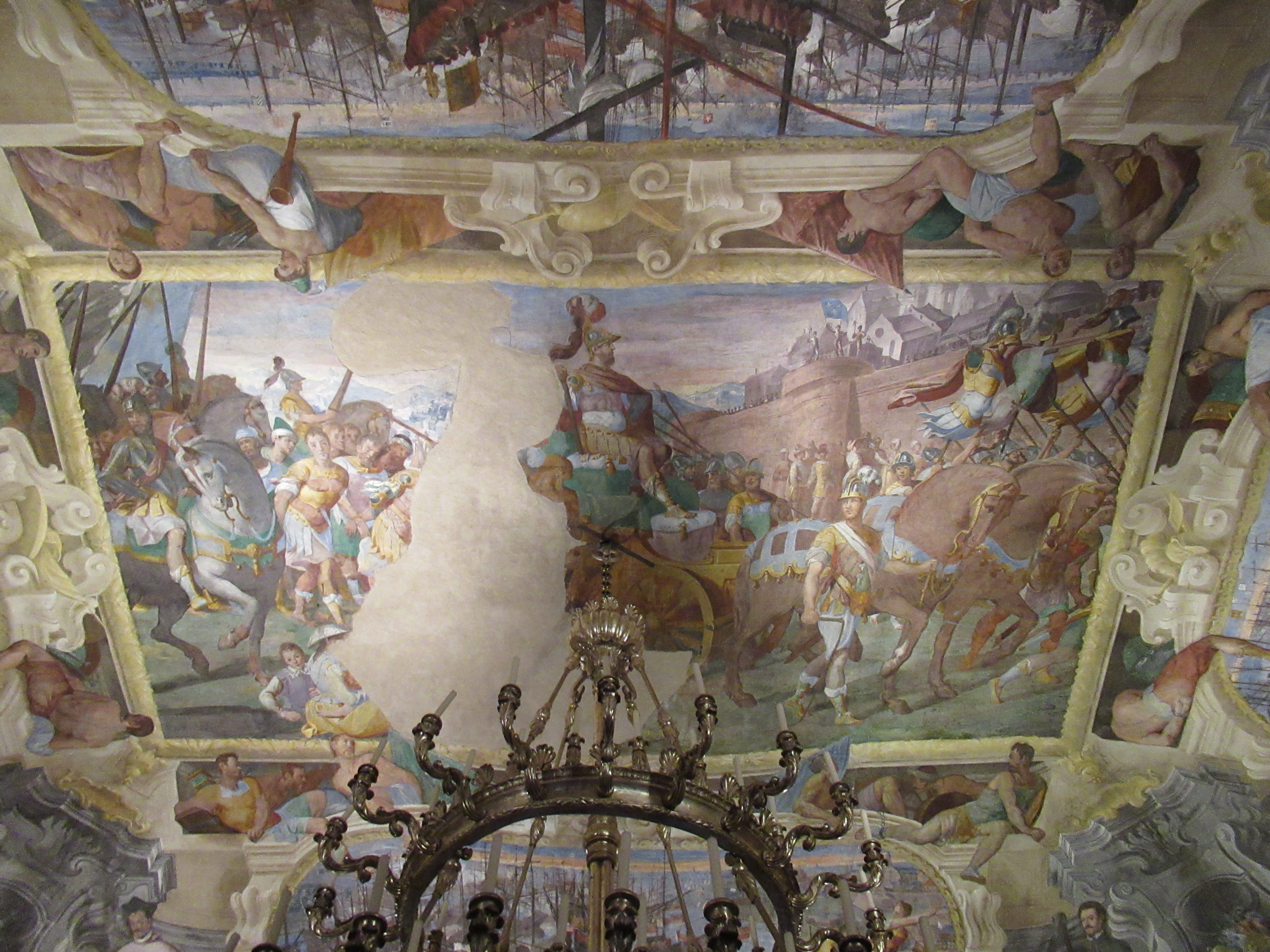
Lazzaro Tavarone, Trionfo di Ranieri Grimaldi e imprese per l'espugnazione della città di Zieriksee, Palazzo Spinola di Pellicceria, Genova

I Grimaldi, con altri esuli genovesi guelfi, fra cui Ranieri, mantennero la città per quattro anni, lasciandola il 10 aprile 1301. Nel 1304 venne nominato Ammiraglio di Francia. Fu in quello stesso anno che, al comando di una flotta mista di navi francesi, olandesi e genovesi, sconfisse i ribelli fiamminghi nella battaglia navale di Zierikzee. Fu inoltre Signore di Cagnes e Barone di San Demetrio (in Napoli).

### Primo matrimonio

Armi di Casa Del Carretto

Egli si sposò con Speciosa Del Carretto, una sua cugina.

### Secondo matrimonio

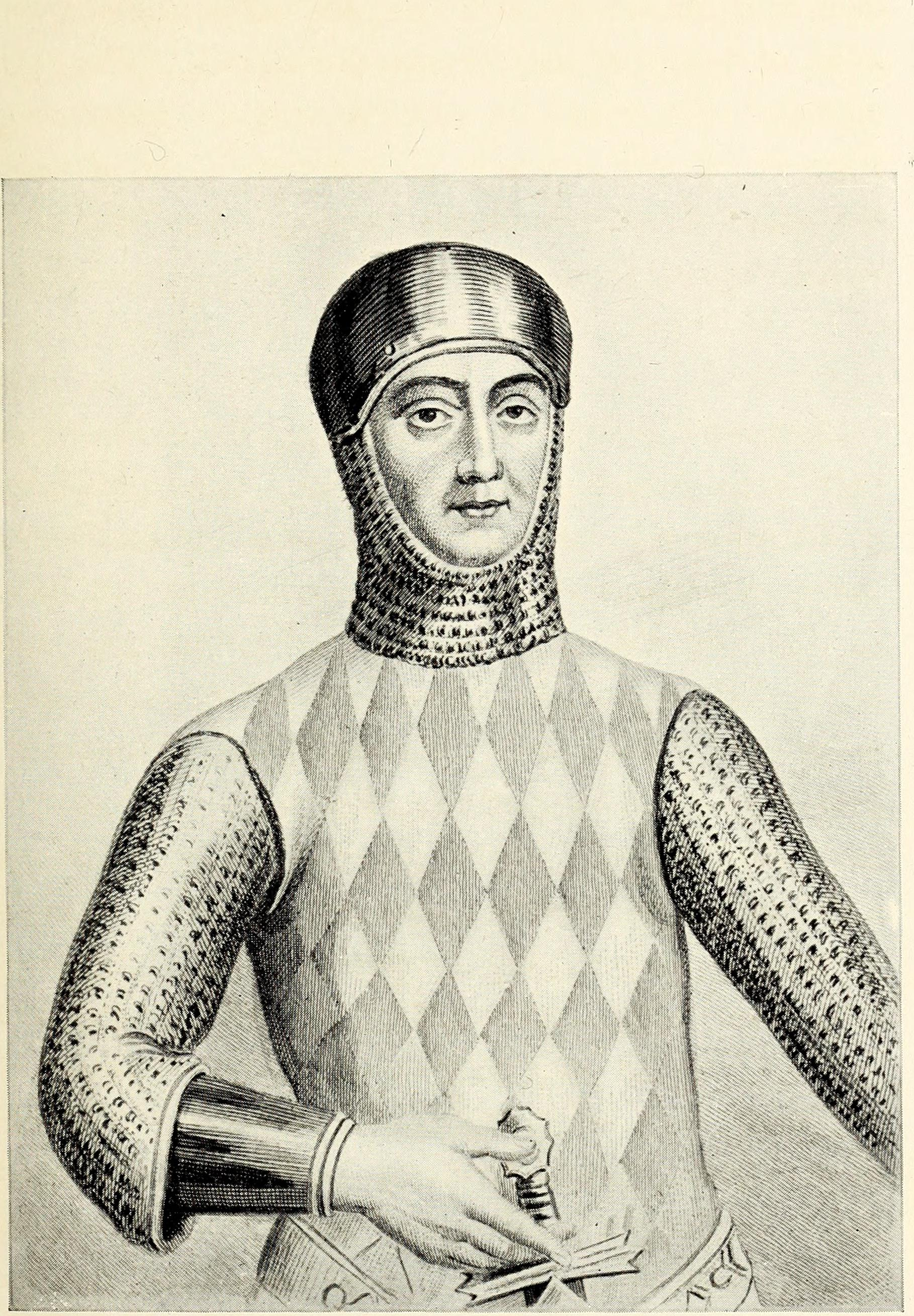
Ranieri Grimaldi

In seconde nozze, Ranieri (I) sposò Margherita Ruffo dei conti di Sinopoli da cui ebbe quattro figli.

### Signore di Monaco

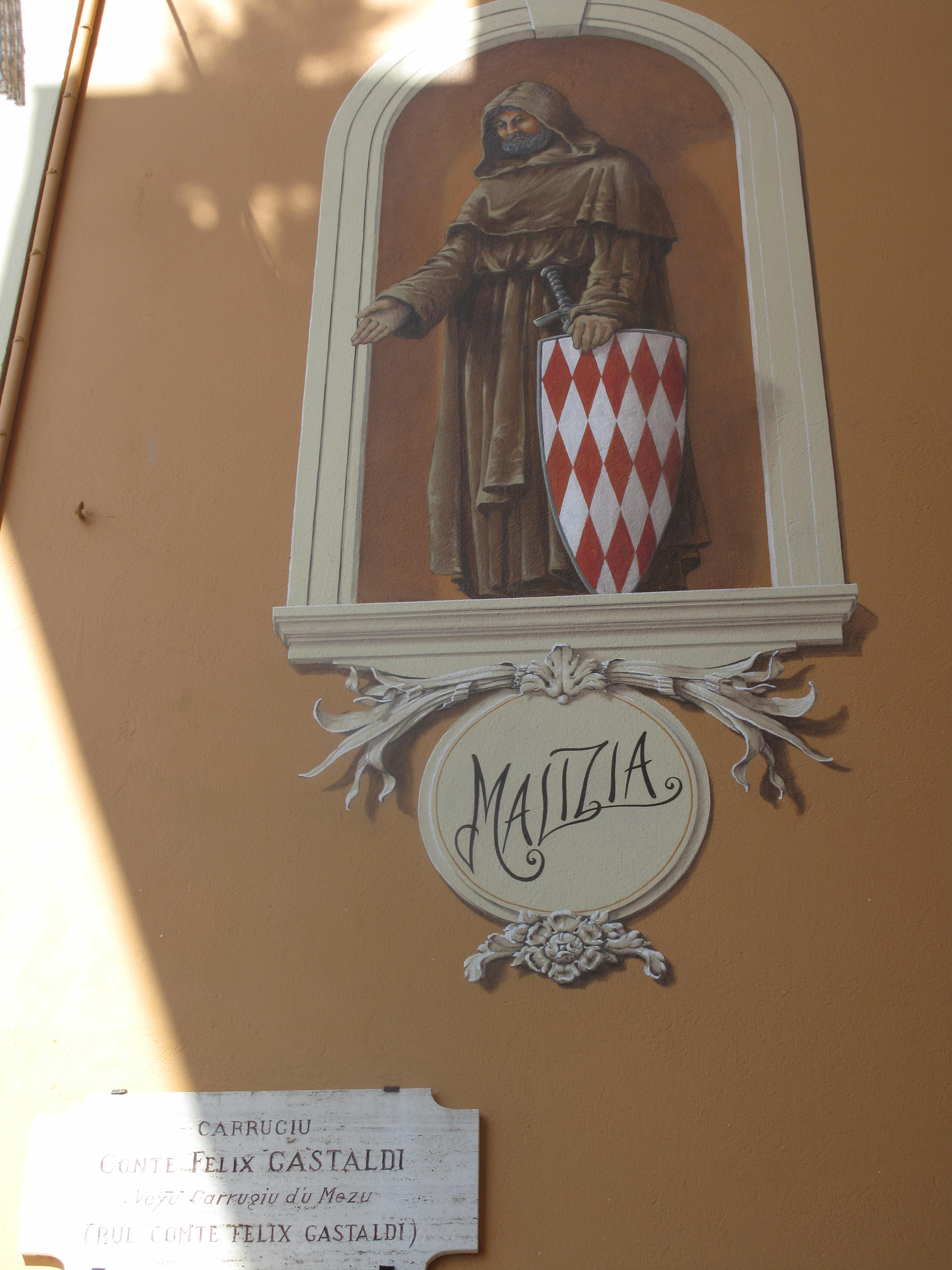
Il Francesco Grimaldi di Monaco in una raffigurazione a Monaco Vecchia

Alla morte del cugino Francesco, deceduto senza figli, fu designato come successore del titolo di "Signore di Monaco".

### Morte

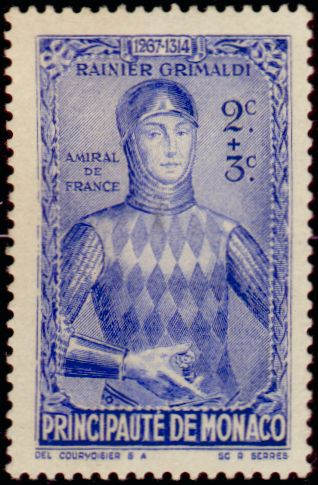
Ranieri, signore di Monaco in un francobollo

Ranieri morì nel 1314 circa nei dintorni di Napoli.

## Discendenza
Ranieri I e Margherita Ruffo ebbero quattro figli:
- Vinciguerra, che sposò Costanza Ruffa;
- Carlo il Grande, erede al trono paterno;
- Selvaggia, che sposò Gabriele Vento;
- Luciano, signore di Villafranca, sposò in prime nozze Tedise Cybo, poi Caterina Caracciolo.

## Ascendenza
|                      |                        |                        | Genitori               |  |  | Nonni |  |  | Bisnonni          |  |  | Trisnonni        |  |
|                      |                        |                        |                        |  |  |       |  |  | Oberto I Grimaldi |  |  | Grimaldo Canella |  |
|                      |                        |                        |                        |  |  |       |  |  | Oberto I Grimaldi |  |  | Grimaldo Canella |  |
|                      |                        | …                      |                        |  |  |       |  |  | Oberto I Grimaldi |  |  |                  |  |
| Grimaldo II Grimaldi |                        |                        |                        |  |  |       |  |  | Oberto I Grimaldi |  |  |                  |  |
|                      |                        | Corradina Spinola      | Oberto Spinola         |  |  |       |  |  |                   |  |  |                  |  |
|                      |                        | Corradina Spinola      | Oberto Spinola         |  |  |       |  |  |                   |  |  |                  |  |
|                      |                        | Corradina Spinola      | Sibilla Della Volta    |  |  |       |  |  |                   |  |  |                  |  |
| Lanfranco Grimaldi   |                        | Corradina Spinola      |                        |  |  |       |  |  |                   |  |  |                  |  |
|                      |                        | Merle de Castres       | …                      |  |  |       |  |  |                   |  |  |                  |  |
|                      |                        | Merle de Castres       | …                      |  |  |       |  |  |                   |  |  |                  |  |
|                      |                        | Merle de Castres       | …                      |  |  |       |  |  |                   |  |  |                  |  |
| Orietta de Castres   |                        | Merle de Castres       |                        |  |  |       |  |  |                   |  |  |                  |  |
|                      |                        | …                      | …                      |  |  |       |  |  |                   |  |  |                  |  |
|                      |                        | …                      | …                      |  |  |       |  |  |                   |  |  |                  |  |
|                      |                        | …                      | …                      |  |  |       |  |  |                   |  |  |                  |  |
| Ranieri I di Monaco  |                        | …                      |                        |  |  |       |  |  |                   |  |  |                  |  |
|                      | Enrico II Del Carretto | Enrico I del Carretto  |                        |  |  |       |  |  |                   |  |  |                  |  |
|                      | Enrico II Del Carretto | Enrico I del Carretto  |                        |  |  |       |  |  |                   |  |  |                  |  |
|                      | Enrico II Del Carretto | Beatrice di Monferrato |                        |  |  |       |  |  |                   |  |  |                  |  |
| Giacomo Del Carretto | Enrico II Del Carretto |                        |                        |  |  |       |  |  |                   |  |  |                  |  |
|                      |                        | Agata di Ginevra       | Guglielmo I di Ginevra |  |  |       |  |  |                   |  |  |                  |  |
|                      |                        | Agata di Ginevra       | Guglielmo I di Ginevra |  |  |       |  |  |                   |  |  |                  |  |
|                      |                        | Agata di Ginevra       | …                      |  |  |       |  |  |                   |  |  |                  |  |
| Aurelia Del Carretto |                        | Agata di Ginevra       |                        |  |  |       |  |  |                   |  |  |                  |  |
|                      |                        | Federico II di Svevia  | Enrico VI di Svevia    |  |  |       |  |  |                   |  |  |                  |  |
|                      |                        | Federico II di Svevia  | Enrico VI di Svevia    |  |  |       |  |  |                   |  |  |                  |  |
|                      |                        | Federico II di Svevia  | Costanza d'Altavilla   |  |  |       |  |  |                   |  |  |                  |  |
| Caterina da Marano   |                        | Federico II di Svevia  |                        |  |  |       |  |  |                   |  |  |                  |  |
|                      |                        | Adelaide di Urslingen  | Corrado di Urslingen   |  |  |       |  |  |                   |  |  |                  |  |
|                      |                        | Adelaide di Urslingen  | Corrado di Urslingen   |  |  |       |  |  |                   |  |  |                  |  |
|                      |                        | Adelaide di Urslingen  | …                      |  |  |       |  |  |                   |  |  |                  |  |
|                      |                        | Adelaide di Urslingen  |                        |  |  |       |  |  |                   |  |  |                  |  |